# Rasborinae
Rasborinae è una sottofamiglia di pesci d'acqua dolce appartenenti alla famiglia Cyprinidae.

## Generi
- Amblypharyngodon
- Aphyocypris
- Barilius
- Boraras
- Opsariichthys
- Oxygaster
- Raiamas
- Rasbora
- Tanichthys
- Trigonostigma
- Zacco